# Departamento de Tumaco
El departamento de Tumaco es un extinto departamento de Colombia. Fue creado el 5 de agosto de 1908 a partir del departamento de Nariño (creado en 1904) y perduró hasta el 1 de enero de 1910, siendo parte de las reformas administrativas del presidente de la república Rafael Reyes respecto a división territorial. El departamento duró poco, pues Reyes fue depuesto en 1909 y todas sus medidas revertidas a finales del mismo año, por lo cual las 34 entidades territoriales creadas en 1908 fueron suprimidas y el país recobró la división política vigente en 1905, desapareciendo entonces Tumaco como departamento hasta la expedición de la ley 65 del 14 de diciembre de 1909, la cual estableció que a partir del 1 de enero de 1910 el departamento de Nariño quedaba reunificado una vez más.

## División territorial
El departamento estaba conformado por las provincias nariñenses de Núñez y Barbacoas.
Los municipios que conformaban el departamento eran los siguientes, de acuerdo al decreto 916 del 31 de agosto del año 1908:
- Provincia de Barbacoas:  Barbacoas (capital), Magüí Payán, San José y San Pablo.

- Provincia de Núñez: Tumaco (capital), Guapí, Iscuandé y Mosquera.